# Ордона
Ордо̀на (на италиански: Ordona) е малко градче и община в Южна Италия, провинция Фоджа, регион Пулия. Разположено е на 120 m надморска височина. Населението на общината е 2720 души (към 2010 г.).